# Lanceerbasis

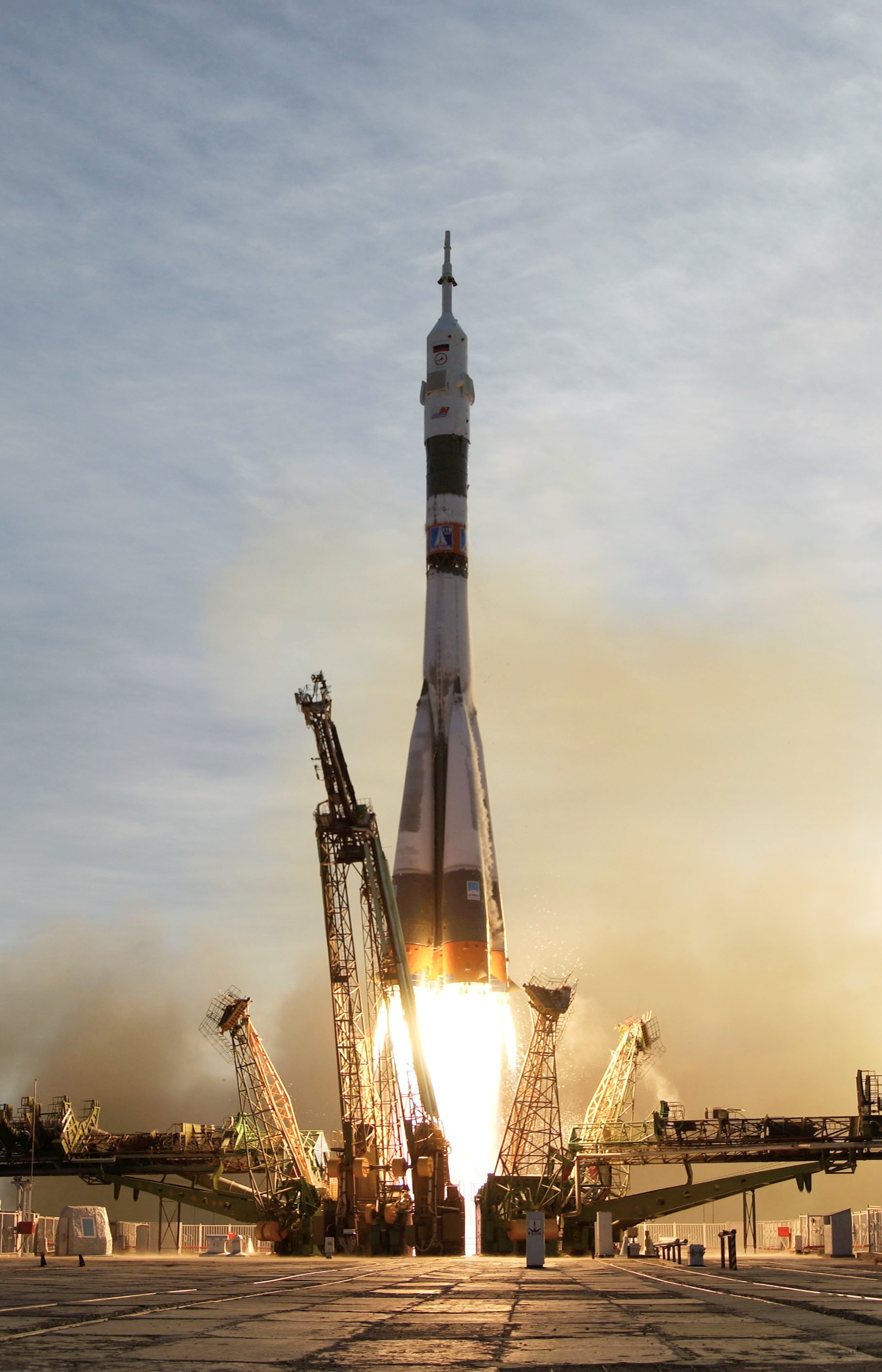
Lancering van de Sojoez TMA-5 vanaf Kosmodroom Bajkonoer

Een lanceerbasis of raketlanceerbasis is een plaats waar raketten gelanceerd worden. Dit kunnen draagraketten zijn die satellieten of ruimtevaartuigen naar de ruimte brengen, maar ook bijvoorbeeld onderzoeksraketten. Een ruimtehaven of kosmodroom is een ruimer begrip dat niet alleen een raketlanceerbasis aanduidt, maar ook een locatie waar ruimtevaartuigen weer kunnen landen.
Raketwapens zoals kernraketten worden niet gelanceerd vanaf lanceerbases, maar vanuit raketsilo's of onderzeeërs, of vanaf schepen, vliegtuigen of voertuigen.
Soms wordt een raket vanaf een vliegtuig gelanceerd, zoals de Northrop Grumman Pegasus, de Virgin Orbit LauncherOne, SpaceShipOne en Virgin Galactic SpaceShipTwo, en voorheen de North American X-15. De Scaled Composites Stratolaunch werd ontwikkeld om raketten vanaf te lanceren, hoewel het anno december 2019 niet duidelijk is welke raket Stratolaunch Systems gaat lanceren.

## Kenmerken
Voor lanceerbases zijn locaties dicht bij de evenaar het best wanneer er ruimtevaartuigen naar een geostationaire baan rond de Aarde worden gelanceerd. Bij lanceringen bij de evenaar in oostelijke richting kan maximaal geprofiteerd worden van de rotatiesnelheid van de Aarde. Een raket heeft zo minder brandstof nodig om een geostationaire baan te bereiken en het vergroot de hoeveelheid massa (nuttige lading) die meegenomen kan worden.
Lanceerbases liggen vaak in afgelegen, dunbevolkte gebieden, zoals woestijnen, en (schier)eilanden of andere dunbevolkte kustgebieden, zodat er minder kans is dat er mensenlevens in gevaar komen als een raket neerstort.
De ruimte rond de lanceerplatforms is groot genoeg dat er geen mensenlevens in gevaar komen als er iets misloopt (bijvoorbeeld een ontploffing) en er geen schade berokkend wordt aan andere lanceerplatformen. Desalniettemin worden nabijgelegen lanceercomplexen bij lanceringen en risicovolle tests om veiligheidsredenen toch ontruimd.
Vroeger hadden de meeste grote lanceerbases meerdere lanceerplatforms voor ieder rakettype. Dit had het voordeel dat als er op een van de lanceerplatforms iets misliep, er nog steeds een ander platform beschikbaar was waar de lanceringen zouden kunnen plaatsvinden. Tegenwoordig is dit niet meer overal het geval. Zo hebben Vandenberg Air Force Base en Cape Canaveral Air Force Station ieder maar één lanceerplatform voor de Atlas V, en de Delta IV (de belangrijkste Amerikaanse lanceertuigen) en de Mid-Atlantic Regional Spaceport heeft maar een lanceerinstallatie voor de Antares en de Electron. Toen in 2014 en 2016 bij raketexplosies van een Antares en een Falcon 9 de lanceerinstallaties zwaar beschadigd raakten, lagen de lanceringen lange tijd stil. De Falcon 9 heeft sinds 2017 een tweede lanceerplaats aan de oostkust van Florida.

### Omgeving
De omgeving van lanceerbases is vaak niet toegankelijk voor publiek of landbouw. Hierdoor zijn rondom een aantal lanceerbases grote natuurparken ontstaan. Grote delen van het Kennedy Space Center, Cape Canaveral, Vandenberg AFB, Wallops Island en Centre Spatial Guyanais zijn daardoor beschermde natuurreservaten.

### Luchtverkeersleiding en kustwacht
Voorafgaand aan een lancering wordt een NOTAM afgegeven waarin de gevarenzone en een tijdsvenster wordt gemeld waarbinnen er zich geen vliegtuigen mogen bevinden. Voor de scheepvaart wordt door de kustwacht een soortgelijk bericht, een NOTMAR, afgeven. Een overtreding van de NOTAM of NOTMAR, wat een enkele keer voor komt, kan in veel gevallen een lancering met ongeveer 24 uur uitstel dwingen omdat het moment van de lancering vaak samen hangt met de positionering van de lanceerbasis ten opzichte van de Zon een ander hemellichaam of een ruimtestation.

### Lanceerweer

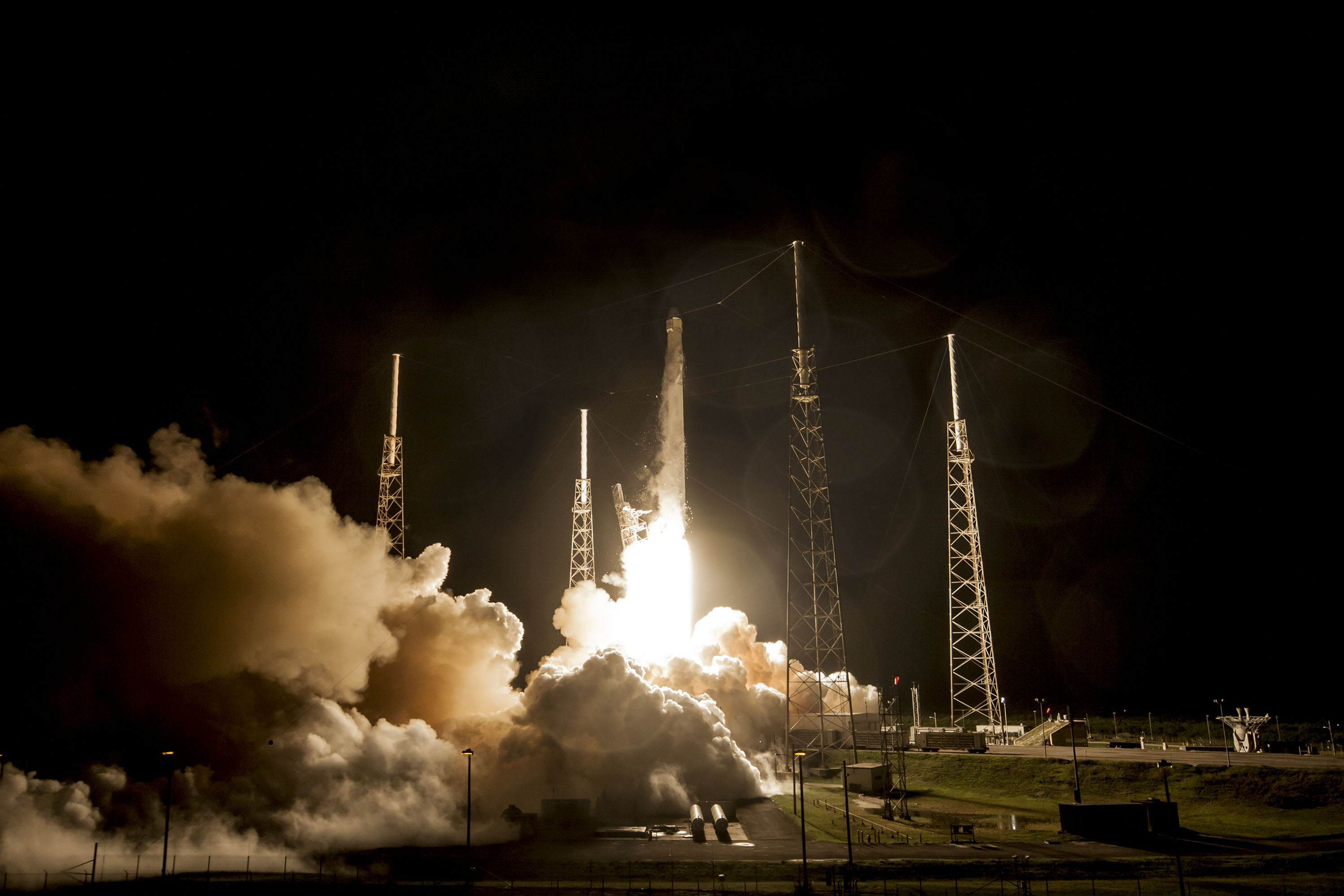
Een Falcon 9 stijgt op tussen de draden van de bliksemafleiders

Ook het weer kan een lanceerbedrijf tot uitstel dwingen. Met name rondom de Space Coast in Florida kan het weer zeer grillig zijn. De bepalende meteorologische parameters zijn per rakettype vastgesteld. Vele lancering zijn uitgesteld wegens high winds hoge windsnelheden op grote hoogte die in staat zijn een raket die onder hoge mechanische druk staat kapot te blazen. Harde wind op de grond kan de raket omver of blazen en is daarom eveneens een no go. Ook een specifieke windrichting kan roet in het eten gooien. Met name op lanceercomplexen met een stilstaande lanceertoren is er risico dat de raket tijdens de eerste seconden van de vlucht tegen de lanceer toren wordt geblazen bij een bepaalde combinatie windsnelheid en windrichting. Verder komt uitstel wegens onweersbuien veel voor. Een blikseminslag in een raket kan de boordcomputer en andere electronica ontregelen. Tijdens Apollo 12 ging het daardoor bijna mis. Sindsdien wordt in Amerika niet meer gelanceerd bij (naderend) onweer en staan er rond de meeste lanceerplatforms bliksemafleiders die boven de raket uitsteken. Vaak zijn daartussen draden gespannen die een kooi van Faraday vormen. De raket wordt tussen die draden door gelanceerd.
En dan kan voor sommige rakettypes de temperatuur een beperking zijn. Het verongelukken van Spaceshuttle Challenger was een direct gevolg van materialen die niet tegen de kou konden.

## Ruimtehavens

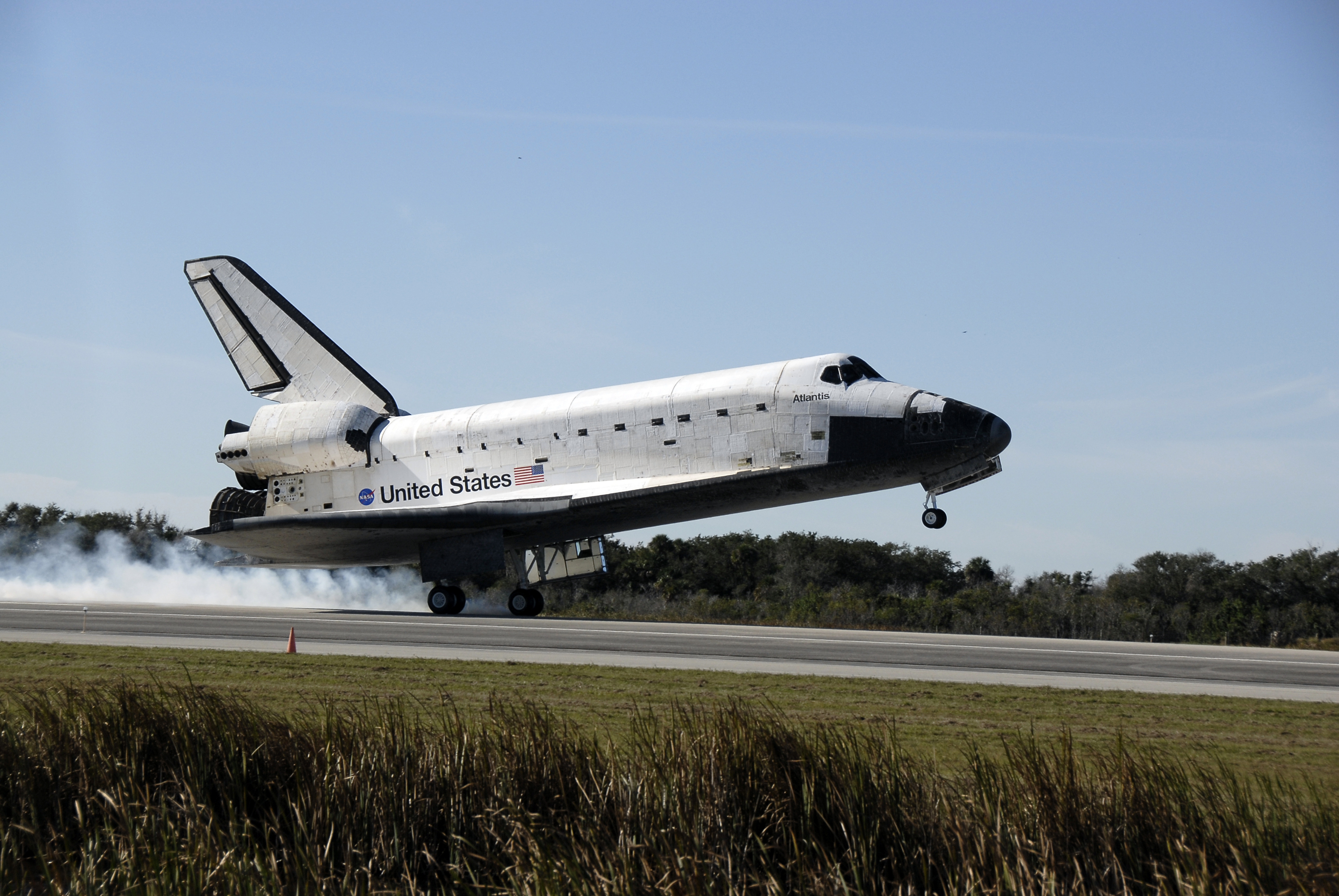
Space Shuttle Atlantis landt op Kennedy Space Center

Een ruimtehaven (Engels: spaceport), ook wel kosmodroom genoemd, heeft naast lanceerplatforms ook landingsbanen of landingsplaatsen waar ruimteschepen kunnen landen. Op Kennedy Space Center bijvoorbeeld konden de Space Shuttle-ruimteveren worden gelanceerd en ook weer landen. Ruimtestations worden soms ook wel ruimtehavens genoemd, vooral als ze bedoeld zijn als tussenstop voor verdere reizen in de ruimte. Ruimteschepen kunnen er aan- en loskoppelen.
Naar verwachting zullen ruimtehavens in de toekomst belangrijk worden als centra van commerciële bemande ruimtevaart, zoals suborbitale ruimtevluchten voor ruimtetoerisme en intercontinentaal vliegverkeer. Voorbeelden van commerciële ruimtehavens zijn Mojave Air and Space Port in de Amerikaanse staat Californië en Spaceport America in de Amerikaanse staat New Mexico.

## Draagvliegtuigen
Ook kunnen draagvliegtuigen als lanceerstation worden gebruikt. Soms wordt dan de startbaan of het vliegveld als lanceerbasis of ruimtehaven genoemd.
Het commerciële ruimteschip SpaceShipTwo, dat door Virgin Galactic is ontwikkeld en naar verwachting vanaf Spaceport America zal opereren, zal gebruikmaken van een draagvliegtuig om op te stijgen. Het zal wel zelf kunnen landen op de ruimtehaven. Ook Virgin Orbit lanceert zijn RocketOne vanonder een draagvliegtuig en de Pegasusraketten van Northrop Grumman gebruikt er eveneens een. Lanceren van onder een draagvliegtuig heeft als voordeel dat de perfecte lanceerlocatie kan worden gebruikt en de raket al een stuk basissnelheid hoger in de atmosfeer wordt meegegeven. Een beperking is dat dit alleen voor lichtere draagraketten haalbaar is.
Bekende draagvliegtuigen:
- Balls 8, een tot draagvliegtuig omgebouwde B52 van NASA die werd gebruikt om de X-15 en de eerste Pegasus-raketten te lanceren
- Stargazer, een Lockheed L-1011 TriStar waarmee Northrop Grumman Pegasus-raketten lanceert
- VMS Eve, draagvliegtuig van Virgin Galactic, ontwikkeld voor het lanceren van SpaceShipTwo en in de toekomst SpaceShip III
- Scaled Composites Stratolaunch, draagvliegtuig van Stratolaunch Systems dat in de toekomst onbemande hypersonische Talon-raketvliegtuigen zal lanceren
- The Spirit of Mojave, een tot draagvliegtuig omgebouwde Boeing 747-400 van Stratolaunch Systems. Eerder was het vliegtuig in dienst van Virgin Orbit, droeg het de naam Cosmic Gitl en lanceerde het LauncherOne-raketten.

## Opstijgen van een ander hemellichaam dan de Aarde
Landen op en weer opstijgen van een ander hemellichaam dan de Aarde is toegepast bij de Maan. Daarbij werd geland met een lander waarvan een deel (de stijgtrap) later weer opsteeg en een ander deel als lanceerplatform werd gebruikt. Dit betrof zes bemande vluchten (de stijgtrap van de maanlander had een ruimte-rendez-vous met het moederschip Apollo CSM), en de onbemande Loena 16, Loena 20 en Loena 24 (met terugkeer naar de Aarde van een capsule, met maanmonsters, zonder tussenkomst van een moederschip).

## Lanceerbases

### Belangrijke lanceerbases
Belangrijkste lanceerbases, gemeten naar aantal lanceringen, zijn:
- Kosmodroom Bajkonoer in Kazachstan
- Cape Canaveral Space Force Station (US Space Force) in de Verenigde Staten
- Vandenberg Space Force Base (US Space Force) in de Verenigde Staten
- Kosmodroom Plesetsk in Rusland
- Kosmodroom Vostotsjny in Rusland
- Centre Spatial Guyanais in Frans-Guyana
- Kennedy Space Center (NASA) in de Verenigde Staten
- Lanceerbasis Jiuquan in China
- Lanceerbasis Wenchang in China
- Lanceerbasis Xichang in China
- Lanceerbasis Taiyuan in China
- Rocket Lab Launch Complex 1 in Nieuw-Zeeland

### Lanceerbases in Europa
Enkele raketlanceerbases in Europa zijn:
- Kosmodroom Plesetsk in Rusland
- Kapoestin Jar in Rusland
- Esrange in Zweden
- Andøya Spaceport in Noorwegen
- SaxaVord Spaceport, Shetlandeilanden, Unst Schotland
- Spaceport Cornwall, (Newquay Airport) in het Verenigd Koninkrijk
- Sutherland Spaceport, Schotland
- SvalRak op Spitsbergen
- Salto di Quirra op Sardinië
- El Arenosillo in het zuid-westen van Spanje

### Lanceerbases op zee
Het halfafzinkbare platform Odyssey van het bedrijf Sea Launch was van 1999 tot 2014 in gebruik als raketlanceerplatform op zee. Ook het Italiaanse San Marco-platform werd gebruikt als lanceerplatform op zee.
In 2019 lanceerde China voor het eerst een Lange Mars 11 vanaf een drijvend platform in de Gele Zee.
Op 16 juni 2020 kondigde Elon Musk op Twitter aan dat zijn ruimtevaartbedrijf SpaceX drijvende lanceerbases gaat bouwen voor Starship. In oktober van dat jaar kocht SpaceX twee halfafzinkbare boorplatforms aan die ze begonnen te verbouwen tot lanceerplatforms Deimos en Phobos. De verbouwing werd echter gestaakt en op de langere duur wil SpaceX andere zeeplatforms bouwen.

### Andere lanceerbases
- Mid-Atlantic Regional Spaceport (SpaceVirginia) in Virginia, Verenigde Staten
- Wallops Flight Facillity (NASA) in Virginia, Verenigde Staten
- Pacific Spaceport Complex-Alaska in Alaska, Verenigde Staten
- Ronald Reagan Ballistic Missile Defense Test Site (US Space Force), Kwajalein, Marshalleilanden
- White Sands Missile Range (US Space Force), White Sands New Mexico
- Starbase alias, Boca Chica (Texas), Verenigde Staten
- Corn Ranch (lanceerplaats New Shepard), Van Horn (Texas), Verenigde Staten
- Spaceport America (o.a. gebruikt door Virgin Galactic) New Mexico, Verenigde Staten
- Nova Scotia Spaceport een lanceerbasis van Maritime Launch Services in Canso, Nova Scotia, Canada
- Vliegbasis Palmachim, Israel